# НПП «Темп» имени Ф. Короткова
ОАО «НПП „Темп“ имени Ф. Короткова» (открытое акционерное общество «Научно-производственное предприятие „Темп“ имени Ф. Короткова») — стратегическое предприятие оборонно-промышленного комплекса России, являющееся инновационно-технологическим лидером в области разработки гидромеханических и электронных агрегатов систем топливопитания, автоматического управления и контроля любой сложности, а также их составных частей, для авиационной, морской и наземной техники военного, специального и гражданского назначения. Расположено в Беговом районе города Москвы.

## История
НПП «Темп» им. Ф. Короткова за время своего существования несколько раз поменяло свое название.
В 1940 году было принято решение о выделении конструкторского отдела завода 33 (ныне МПО имени И. Румянцева, г. Москва) в самостоятельное предприятие — ОКБ-33. Руководителем этого ОКБ назначен Фёдор Амосович Коротков — инженер, ставший у истоков советских систем топливопитания для авиадвигателей.
конструкторское бюро «Темп»).
В 2007 году, предприятию было возвращено историческое наименование с присвоением имени его первого руководителя — Ф. А. Короткова.

### 1940-е годы
После начала Второй Мировой войны Правительством СССР было принято Постановление от 27.07.1941 года о резком увеличении выпуска боевых самолетов. Перед ОКБ-33 была поставлена задача проведения ускоренной разработки и, совместно с серийными заводами, организации выпуска карбюраторов для двигателей главных конструкторов А. А. Швецова, В. Я. Климова, А. А. Микулина, А. Л. Чаромского и др.
В ходе общей эвакуации промышленных предприятий Москвы за Урал 18 июля 1941 года ОКБ-33 было эвакуировано в г. Пермь на предприятие, которое впоследствии стало называться завод им. М. И. Калинина. Несмотря на эвакуацию, ОКБ надлежало обеспечить массовый выпуск карбюраторов для оснащения необходимых фронту двигателей, чего и удалось достичь в течение нескольких месяцев работникам завода и ОКБ под руководством их директоров А. Г. Солдатова и Ф. А. Короткова.

Весной 1943 года ОКБ было возвращено в Москву, где ему присвоили наименование «предприятие п/я 4022». Основной костяк коллектива (А. А. Артемьев, Г. И. Мушенко, Б. А. Процеров, А. Б. Дзарданов и др.) под руководством Ф. А. Короткова приступили к организации механических, сборочных цехов и испытательной станции.
В 1945 году начался переход советской авиации на реактивную тягу. ОКБ включилось в решение новой задачи — разработки систем автоматического управления газотурбинными двигателями (САУ ГТД). Для этого требовалось создать новую систему управления с применением сложных гидромеханических устройств.
Первые советские реактивные двигатели РД-500, РД-45 и ВК-1, предназначенные для самолетов МиГ-9, МиГ-15, МиГ-17, Ла-15, Ил-28 и Як-23, были оборудованы агрегатами разработки предприятия п/я 4022, серийный выпуск которых был освоен к 1949 году.

### 1950-е годы
В целом, 1950-е годы были отмечены развитием реактивной авиации, для которой был создан ряд двигателей в ОКБ А. М. Люльки (АЛ-5, АЛ-7), ОКБ А. А. Микулина (АМ-3, АМ-5, Р11-300), ОКБ Н. Д. Кузнецова (НК-6,НК-12), ОКБ А. Г. Ивченко (АИ-24), ОКБ В. Я. Климова (ТВ2-117). Топливно-регулирующую аппаратуру для этих двигателей разработали и внедрили в серийное производство специалисты предприятия п/я 4022.

### 1960-е годы
В октябре 1963 года решением Государственного комитета авиационной промышленности предприятие п/я 4022 было объединено с Московским предприятием п/я 3914 (ОКБ 451), которое возглавлял Главный конструктор П. Н. Тарасов. Ответственным руководителем объединенного предприятия был назначен Ф. А. Коротков, а предприятию было присвоено наименование МАКБ «Темп» (Московское агрегатное конструкторское бюро «Темп»).
КБ Ф. А. Короткова специализировалось на создании плунжерных и форсажных насосов, а также сложных гидромеханических регуляторов, КБ П. Н. Тарасова обладало большим опытом разработки и доводки шестеренных насосов, а также создания агрегатов, работающих на воздухе.
В 1960-е годы МАКБ «Темп» разработало САУ для двигателей АЛ-21, Р-27-300, НК-8-2, НК-144, РД-36-51, НК-86, НК-25, предназначенных для самолетов Су-17, Су-24, МиГ-23, Ту-22М, Ил-62, Ту-154, Ил-86. Большой вклад в эти разработки внесли конструкторы Н. Н. Каленов, В. И. Зазулов, Ф. М. Мамаев, В. С. Берналь, В. В. Шевкин, Д. И. Иванов, В. Н. Шаныгин, А. А. Чиков, В. Д. Челкак, Б. П. Буханов, П. К. Пономарев и многие другие.

### 1970-е годы
В начале 1970-х годов перед МАКБ «Темп» была поставлена задача — разработать САУ для двигателей IV поколения и ряда ракетных систем. Особенное значение предавалось созданию САУ двигателей РД-33 и АЛ-31, предназначенных для истребителей «завоевания превосходства в воздухе». В МАКБ «Темп» эта работа была поручена КБ-2, возглавляемому заместителем Главного конструктора В. И. Зазуловым. Одной из поставленных задач явилась «миниатюризация» узлов, входящих в состав САУ, над решением которой параллельно работали 14 конструкторских бригад.
В результате через полтора года были разработаны агрегаты систем «59» и «31», которые были почти в два раза легче агрегатов предыдущего поколения. Конструкторами Е. Н. Каленовым и Л. Л. Смородиновым были скомпонованы агрегаты основного (НР) и форсажного (РСФ) контуров, которые успешно эксплуатируются во многих странах мира на самолетах Су-27 и МиГ-29 всех модификаций.
В 1978 году в МАКБ «Темп» было проведено заседание выездной коллегии МАП, решением которой было поручить Ф. А. Короткову разработать программу по развитию на предприятии электронного направления.
Однако разработанная программа не была принята министерством авиационной промышленности, а средства, выделенные на эти работы, направлены на развитие ОКБ г. Пермь (ныне ОАО «СТАР»).

### 1980-е годы
В 1984 году руководителем предприятия был назначен Виктор Иванович Зазулов, который возглавлял ОКБ 20 лет.
В 1985 году после проведения коллегии МВП на предприятии приступили к развитию электронного направления. Через полтора года была создана экспериментальная производственная база для разработки электронных частей САУ ГТД. Отдел электроники, которым руководил А. И. Пейсахович, совместно с предприятием г. Зеленоград разработал 16 БМК (базовых матричных кристаллов) специально для решения задач управления ГТД. Первый электронный блок ЭЦР-10 вышел на испытания во второй половине 1990 года.

### 1990-е годы
В 1991 году прекратилось финансирование госзаказа и на предприятии были развернуты работы по конверсионным программам с автомобильной промышленностью (система непосредственного впрыска для автомобиля «Москвич»), «Мосгазом» (разработка и производство газораспределительных пунктов, надомных газораспределительных шкафов), «Газпромом» (создание газовых дозаторов).
Совместно с ОКБ им. А. И. Микояна и заводом им. В. Я. Климова предприятие включилось в работу по адаптации двигателя РД-33 и его САУ к французскому самолету «Мираж III». В этот период ОКБ, по заказу ММПП «Салют», был разработан и передан в серийное производство цифровой регулятор КРД-96 для модификации двигателя АЛ-31. Совместно с серийными заводами разработаны модификации агрегатов систем «59» и «31» применительно к эксплуатации в тропических условиях, а также произведена разработка системы для двигателя «39» (АЛ-31ФН) с нижним расположением агрегатов.

## Деятельность
Предприятием разработаны агрегаты топливопитания и регулирования для авиационных двигателей разных типов: от карбюраторных поршневых моторов времен Второй мировой войны до систем автоматического управления с электронными цифровыми регуляторами газотурбинных двигателей четвёртого и пятого поколения.
Более 650 типов агрегатов топливной автоматики и электронных систем управления газотурбинным двигателем, разработанных НПП «Темп» им. Ф. Короткова, серийно производятся на заводах России и в других странах, эксплуатируются в составе самолетов и вертолетов военного и гражданского назначения, в том числе таких как: МиГ-9, МиГ-15, МиГ-17, Ил-28, Ту-95, МиГ-23, Су-17, Су-24, Ту-22, МиГ-29, Су-27, Су-30, Су-30МКИ, Су-34, Су-35С, J-10 (Китай), Ту-160, Ту-144, Ан-24, Ил-62, Ил-86, Ми-8, Ми-38.
По заказу ОКБ Сухого и ОКБ им. А. Люльки предприятием разработаны агрегаты топливной автоматики для авиационного комплекса фронтовой авиации (Су-57). По заказу ОАО «Климов» проводятся совместные с ОАО «МПО имени И. Румянцева» работы по созданию агрегатов системы автоматического управления двигателя ТВ7-117, который проходит летные испытания на вертолете Ми-38.
В 2019 году НПП «Темп» был присвоен статус промышленного комплекса г.Москвы .

## Происшествия
Весной 2022 года Савёловский суд столицы начал рассмотрение уголовного дела в отношении руководителей оборонного НПП «Темп» - гендиректора Дениса Иванова и его первого заместителя Валентина Сухолитко, обвиняемых в превышении полномочий. По версии Следственного комитета их управленческие решения причинили ущерб на сумму 343,1 млн руб. одному из акционеров предприятия — Объединённой двигателестроительной корпорации.
Иванов и Сухолитко были приговорены к условным срокам и обжаловали приговор.
В мае 2022 года бывший директор предприятия Андрей Трубкин был осуждён на 8 лет колонии общего режима за хищения средств предприятия в размере около 100 млн.руб.
Летом 2022 года на территории предприятия произошёл крупный пожар.